# Baeckea tenuiramea
Baeckea tenuiramea är en myrtenväxtart som beskrevs av Spencer Le Marchant Moore. Baeckea tenuiramea ingår i släktet Baeckea och familjen myrtenväxter. Inga underarter finns listade i Catalogue of Life.